# Liste des volcans des Tonga
Cet article recense les volcans des Tonga. 

## Liste
| Nom                       | Altitude | Dernière éruption | Coordonnées           |
| ------------------------- | -------- | ----------------- | --------------------- |
| ʻAta                      | +00382,  | ?                 | 22° 09′ S, 176° 11′ O |
| Curacoa                   | −00033,  | 1979              | 15° 37′ S, 173° 40′ O |
| Fonua foʻou               | −00017,  | 1936              | 20° 19′ S, 175° 25′ O |
| Fonualei                  | +00180,  | 1957              | 18° 01′ S, 174° 19′ O |
| Home Reef                 | −0 0002, | 2006              | 19° 00′ S, 174° 46′ O |
| Hunga Tonga-Hunga Haʻapai | +00149,  | 2009              | 20° 34′ S, 175° 23′ O |
| Kao                       | +01 030, | Holocène          | 19° 40′ S, 175° 02′ O |
| Late                      | +00540,  | 1854              | 18° 48′ S, 174° 39′ O |
| Metis Shoal               | +00043,  | 1995              | 19° 11′ S, 174° 52′ O |
| Niuafo'ou                 | +00260,  | 1985              | 15° 36′ S, 175° 38′ O |
| Niuatoputapu              | +00157,  | 3 000 ans         | 15° 58′ S, 173° 44′ O |
| Tafahi                    | +00560,  | Holocène          | 15° 51′ S, 173° 43′ O |
| Tofua                     | +00515,  | 1960              | 19° 45′ S, 175° 04′ O |
| Volcan sans nom           | −00013,  | 1999              | 20° 51′ S, 175° 32′ O |
| Volcan sans nom           | −00500,  | 1932              | 21° 23′ S, 175° 39′ O |
| Volcan sans nom           | −00300,  | 2001              | 18° 19′ S, 174° 22′ O |